# Chu Linh (Tam Quốc)
Chu Linh (chữ Hán: 朱靈; ?-?), tự Văn Bác (文博), là một võ tướng của Tào Ngụy trong thời Tam Quốc. Ông từng phục vụ dưới quyền quân phiệt Viên Thiệu và sau đó là Tào Tháo vào cuối thời Đông Hán.

## Hành trạng
Chu Linh là người huyện Du (鄃縣), nước Thanh Hà, nay là khu vực giữa huyện Bình Nguyên và huyện Hạ Tân, tỉnh Sơn Đông, Trung Quốc. Ông khởi đầu là một võ quan dưới quyền Hàn Phức, sau khi Viên Thiệu tiếp quản Ký châu thì bắt đầu phục vụ cho Viên Thiệu.
Năm 191, một thuộc hạ của Viên Thiệu là Quý Ung (季雍) đã phản họ Viên và đi theo Công Tôn Toản, chiếm huyện Du. Viên Thiệu sai Chu Linh đánh trả, Công Tôn Toản cũng phái binh trợ giúp Quý Ung phòng thủ. Quý Ung cho bắt mẹ, em trai của Chu Linh và nhiều người khác lên tường thành để bức Chu Linh đầu hàng. Trước tình cảnh này, Chu Linh khóc than rằng: "Kẻ trượng phu đã bỏ thân mình theo người ta, há lại nghĩ đến gia đình ư!". Linh tiếp tục đốc thúc quân lính chiếm thành bắt được Quý Ung, nhưng cả gia đình đều bị giết.
Vào khoảng năm 193 hoặc 194, khi Tào Tháo, lúc bấy giờ vẫn còn liên kết đồng minh với Viên Thiệu, đang tấn công Từ Châu của Đào Khiêm, Chu Linh đã được Viên Thiệu cử dẫn theo một số quân lính đến hỗ trợ cho Tào Tháo. Trong thời gian này, Chu Linh vô cùng ấn tượng với Tào Tháo đến nỗi ông và các thuộc hạ đã ở lại phục vụ cho Tào Tháo và không quay lại với Viên Thiệu.
Năm 199, Tào Tháo cử Chu Linh cùng Lộ Chiêu dẫn quân theo Lưu Bị đi chặn đánh quân phiệt Viên Thuật, lúc này đang tìm cách đào tẩu lên phía bắc sau thảm bại để hợp lại với Viên Thiệu. Sau khi Viên Thuật vì buồn bực mà chết, Lưu Bị vẫn giữ quân lại ở lại Hạ Bì, thủ phủ của Từ châu, phái Chu Linh, Lộ Chiêu về báo cho Tào Tháo. Trước đó, mưu sĩ của Tào Tháo là Trình Dục, Quách Gia khi nghe Lưu Bị được phái dẫn quân đã cản: "Lưu Bị không thể thả". Tào Tháo hối hận, sai binh truy đuổi Lưu Bị nhưng không thành công. Khi Chu Linh, Lộ Chiêu trở về, Tào Tháo tuy không trách phạt, nhưng tước binh quyền của cả hai. Chu Linh sau đó bị giáng xuống thành bộ tướng của Vu Cấm.
Từ sau trận Quan Độ năm 200, Chu Linh đã tham gia vào các chiến dịch của Tào Tháo chống lại chủ cũ Viên Thiệu. Đầu năm 205, ông theo Tào Tháo truy giết Viên Đàm, bình định Ký châu, lập quân công, được Tào Tháo khen ngợi, so sánh ông với Đặng Vũ, công thần thời Đông Hán, người đứng đầu trong Vân Đài nhị thập bát tướng.
Năm 208, sau khi Tào Tháo tiếp nhận sự đầu hàng của Lưu Tông, Châu mục Kinh châu, Chu Linh cùng với Lộ Chiêu, Vu Cấm, Trương Liêu, Trương Cáp, Lý Điển, Phùng Khải, nắm giữ 7 đạo quân Kinh châu, dưới quyền chỉ huy của Triệu Nghiễm. Chu Linh sau đó đã chiến đấu bên phe Tào trong trận Xích Bích chống lại liên quân Lưu Bị và Tôn Quyền.
Năm 211, Chu Linh theo Tào Tháo trong chiến dịch bình định Tây Lương, tham chiếm trong trận Đồng Quan. Trong trận chiến này, Tào Tháo đã lệnh cho Từ Hoảng và Chu Linh dẫn một đội quân tiến về phía bắc vào quận Hà Đông để thiết lập một đầu cầu tại ngã ba Bồ Bản của sông Hoàng Hà để có thể mở một cuộc tấn công gián tiếp vào huyện Hoa Âm.
Sau khi Tào Tháo trở về Nghiệp thành năm 212, Chu Linh vẫn ở lại Trường An, làm thuộc hạ của Hạ Hầu Uyên, tiếp tục các chiến dịch bình định tàn quân Tây Lương và các bộ tộc người Đê.
Năm 215, Chu Linh làm phó tướng cho Trương Cáp, theo Tào Tháo trong trận Hán Trung đánh Trương Lỗ, từ Trần Thương đến Vũ Đô, nhiều lần đại phá quân của các bộ tộc người Đê.
Nhiều chiến công là thế nhưng Chu Linh chưa bao giờ được Tào Tháo trọng dụng. Tào Tháo không mấy chú ý đến Chu Linh và thường giao ông dưới quyền chỉ huy của Vu Cấm. Tuy nhiên, Chu Linh không hề tỏ ra thất vọng hay tức giận với Tào Tháo vì đã bỏ bê mình; ngược lại, ông thường lập nhiều công trạng và được biết đến là một trong danh tướng giỏi nhất của Tào Tháo. Theo sách Văn đế kỳ tập giải (文帝紀集解), công tích của Chu Linh đã mang lại cho ông danh tiếng ngang hàng với Từ Hoảng, người được sử gia Trần Thọ coi là một trong Ngũ tử lương tướng dưới quyền Tào Tháo.
Sau khi Tào Tháo qua đời vào năm 220, con trai Tào Phi sau khi kế vị ngôi Ngụy vương, đã phong cho Chu Linh làm Hoành Hải tướng quân, theo Trương Liêu đến Hợp Phì để chuẩn bị tấn công Tôn Quyền. Tuy nhiên, sau đó Tôn Quyền đã giao trả lại Vu Cấm và các tướng Ngụy đã bị Quan Vũ bắt giữ trước đó, nên Tào Phi đã quyết định bãi binh. Không lâu sau, Tào Phi cướp ngôi Hán Hiến Đế, chấm dứt triều đại nhà Hán, lên ngôi hoàng đế và sáng lập nhà Tào Ngụy. Chu Linh ban đầu được xét phong tước Du hầu (鄃侯) theo nguyên quán của ông, tuy nhiên sau đó ông đã khẩn cầu cải phong tước Cao Đường huyện hầu (高唐縣侯). Do Trương Liêu, Trương Cáp và Từ Hoảng đều được Tào Phi phong các chức Tiền, Tả, Hữu tướng quân, Chu Linh cũng được xét phong làm Hậu tướng quân, tước Hoa hương hầu (華鄉侯).
Năm 223, Văn Sính do công phạt Ngô nên được phong chức Hậu tướng quân. Sử sách không ghi lại lý do Chu Linh vì sao không còn giữ chức vụ này, cũng như không ghi lại các chức vụ ông đã nắm giữ sau đó. Năm 228, sau khi tướng Ngụy là Tào Hưu thua trận ở Thạch Đình trước quân Đông Ngô, Chu Linh và các võ tướng khác đã dẫn quân đánh chặn quân Ngô đang truy kích và cứu được Tào Hưu. Đây là ghi chép cuối cùng về hành trạng của Chu Linh trong sử liệu. Không lâu sau, Chu Linh mất vì bệnh và được truy phong thụy hiệu Uy hầu. Con trai là Chu Thuật được tập tước của cha.
Tháng 7 (âl) năm 243, Chu Linh được đưa vào tế tự trong miếu thờ của Tào Tháo, được xếp vào hàng công thần thứ hai.

## Nhận xét
- Tào Phi: "Tướng quân phò mệnh tiên đế, cầm binh nhiều năm, uy quá Phương (Phương Thúc),[18] Thiệu (Thiệu Hổ), công hơn Giáng (Giáng hầu Chu Bột), Quán (Quán Anh). Đồ vật đã đẹp, cần gì phải tô vẽ thêm?" (Tam quốc chí, Ngụy thư, quyển 17)
- Trần Thọ: "Linh sau là tướng giỏi, danh chỉ sau Hoảng." (Tam quốc chí, Ngụy thư, quyển 17)

## TrongTam quốc diễn nghĩa
Trong hồi 21 có mô tả lúc Lưu Bị mưu thoát ly khỏi Tào Tháo, nhân lúc Viên Thuật thua trận định chạy về với Viên Thiệu, đã đề nghị Tào Tháo cấp quân cho mình đến Từ châu đánh Viên Thuật. Tào Tháo tuy chấp thuận, nhưng vẫn phái Chu Linh và Lộ Chiêu đi theo để giám sát. Sau khi đến Từ châu, đánh bại Viên Thuật, Lưu Bị vẫn lưu quân ở Từ châu, sai Chu Linh và Lộ Chiêu về Hứa Đô báo với Tào Tháo. Tào Tháo nổi cơn thịnh nộ, thét đem 2 người ra chém, nhưng vì có lời xin của Tuân Úc nên mới tha cho.